# Nacionalni laboratorij za atmosferske raziskave
Nacionalni laboratorij za raziskave na področju atmosfere (NARL) je neodvisni raziskovalni inštitut, ki ga financira oddelek za vesoljski prostor indijske vlade. NARL se ukvarja s temeljnimi in aplikativnimi raziskavami na področju atmosferskih znanosti. Raziskovalni inštitut se je začel leta 1992 kot radarski objekt National Mesosphere-Stratosphere-Troposphere (MST) (NMRF). V preteklih letih so bili dodani številni drugi objekti, kot so Mie / Rayleigh Lidar, spodnji atmosferski profil vetra, optični merilnik dežja, disdrometer, avtomatske vremenske postaje itd. NMRF je bil nato razširjen v raziskovalni inštitut in  22. septembra 2005 preimenovan v National Laboratory of Atmospheric Research.